# Lac des Brenets
Der Lac des Brenets ist ein etwa 0,8 km² grosser See im Tal des Flusses Doubs im Jura. Der Doubs bildet hier die  Landesgrenze zwischen der Schweiz und Frankreich. In der Schweiz ist er nach dem Grenzort Les Brenets am südöstlichen (rechten) Ufer benannt. In Frankreich heisst er Lac de Chaillexon nach dem gegenüberliegenden Weiler Chaillexon in der französischen Gemeinde Villers-le-Lac.

## Geographie
Der See ist etwas mehr als vier Kilometer lang und durchschnittlich 150 bis 200 m breit. Der mittlere Seespiegel liegt auf 750 m ü. M.; der tiefste Punkt des Seebodens im nördlichen Abschnitt des Sees erreicht 724 m ü. M., was einer maximalen Tiefe von 26 m entspricht.
Der See ist ein natürlicher Stausee des Doubs, der sich im flachen, teils sumpfigen Talboden unterhalb Villers-le-Lac allmählich zu einem stehenden  breiten Gewässer mit vielen kleinen Windungen verwandelt. Von rechts mündet die Rançonnière, die das Hochtal von Le Locle entwässert, in einen Seitenarm des Sees. Die anfangs flachen Ufer wandeln sich, je weiter talabwärts man kommt, in Steilufer um. Der nur 200 m breite See ist hier schluchtartig in die Höhen des Juras eingetieft und weist mehrere grosse Windungen auf. Eine Besonderheit bilden die Kalkfelsen, die mit Höhen von 20 bis 80 m teilweise senkrecht in den See abfallen. Vom unteren Ende (Nordostende) des Sees bis zum Wasserfall Saut du Doubs sind es etwa  400 m. Hier schließt der Stausee Lac de Moron fast unmittelbar an.
Seeanteil haben das namengebende Les Brenets im Schweizer Kanton Neuenburg, das an einem Abhang rund 100 m über dem See liegt, und Villers-le-Lac im französischen Département Doubs.

## Geschichte

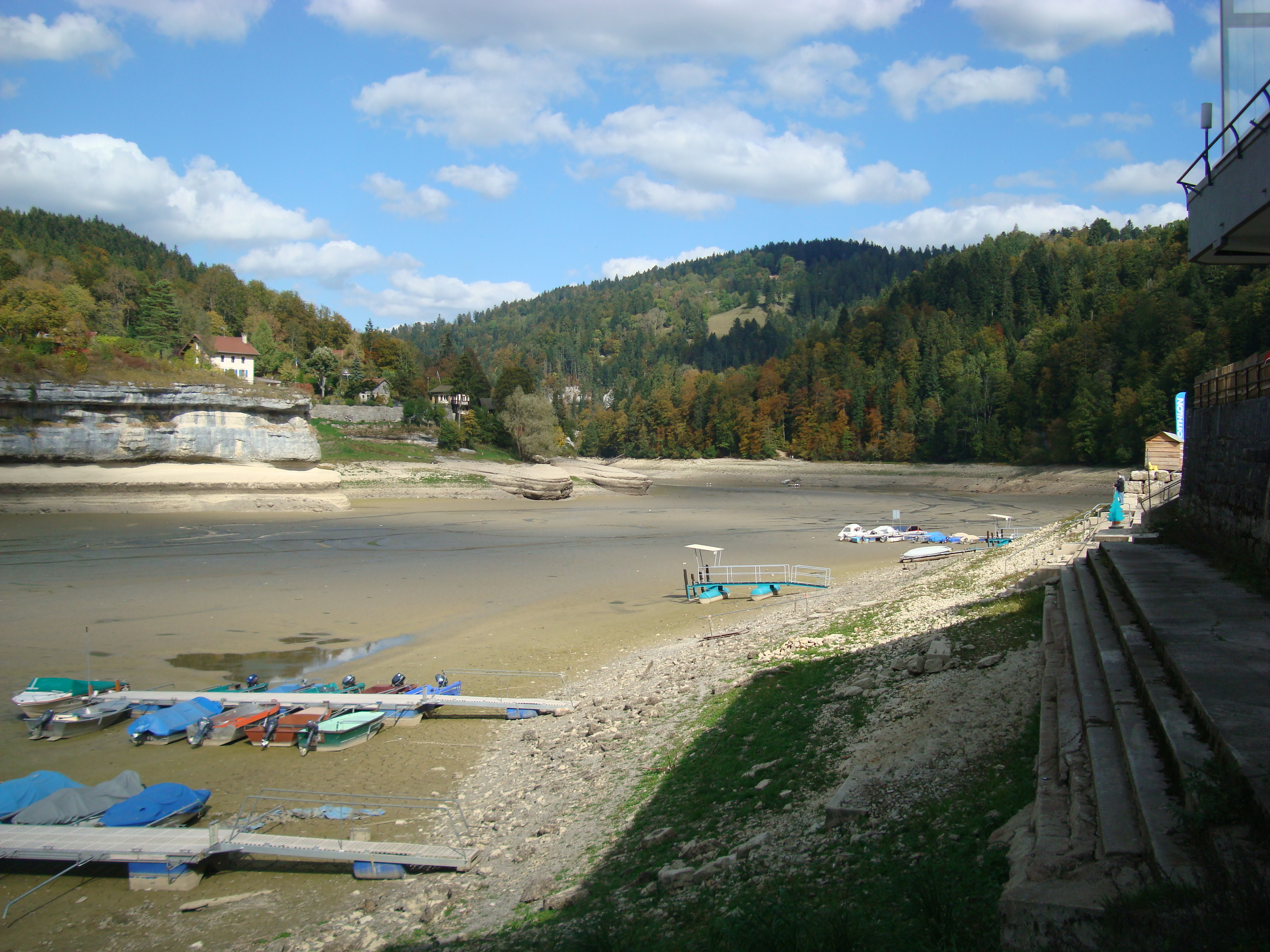
Der ausgetrocknete Lac des Brenets im September 2018

Der See entstand durch einen Bergsturz, der sich vor rund 14'000 Jahren ereignete und den Doubs aufstaute, der hier vorher während Jahrmillionen sein Bett durch Erosion in die Kalkschichten des Juras eingegraben hatte. Am Ende der durch den Bergsturz entstandenen Auffüllung des Taleinschnitts über etwa 400 m Länge fällt das gestaute Wasser im Saut du Doubs wieder auf den alten Talboden zurück. Die Tiefe des Sees ist an seinem Ende etwa gleich gross (26 m) wie die Höhe des Wasserfalls (27 m), was ein Hinweis auf die gleichmässige Höhe der Auffüllung durch den Bergsturz ist.
Im heissen und trockenen Sommer 2018 versickerte mehr Wasser durch den karstigen Seeboden als zufloss. Der Spiegel des Lac des Brenets fiel um sieben Meter, wodurch der See auf Höhe des Dorfes Les Brenets fast verschwand. Die Schifffahrt musste eingestellt werden. Bis Ende Oktober trocknete der See nahezu vollständig aus. Am 22. November wurde auf 736,00 m ü. M. der niedrigste Pegel dieser Trockenperiode aufgezeichnet. Der niedrigste jemals gemessene Pegel wurde am 5. Oktober 1906 auf 734,66 m ü. M. gemessen.
1950 sprang der katholische Priester Abbé Simon von einem 35 m hohen Felsen ins Wasser, um Aufmerksamkeit zu erregen. Den Sprung bewältigte er unbeschadet.
Im Dürre-Sommer 2022 fiel der Wasserspiegel des Sees innert eines Monats um mehr als sechs Meter, so dass er am 19. Juli 2022 erneut nahezu vollständig ausgetrocknet war. Die Schifffahrt wurde eingestellt. Im August ist der See komplett ausgetrocknet. Gleiches wiederholte sich im Sommer 2023.

## Tourismus
Der See ist dank seiner Naturschönheit ein Ausflugsziel im Hochjura. Im Sommer wird er für Bootsfahrten und zum Baden genutzt. Während des Winters ist er regelmässig über mehrere Wochen zugefroren und verwandelt sich dadurch in eine riesige Eisbahn.

### Schiffländen
Orte mit Schifflände der Personenschifffahrt:

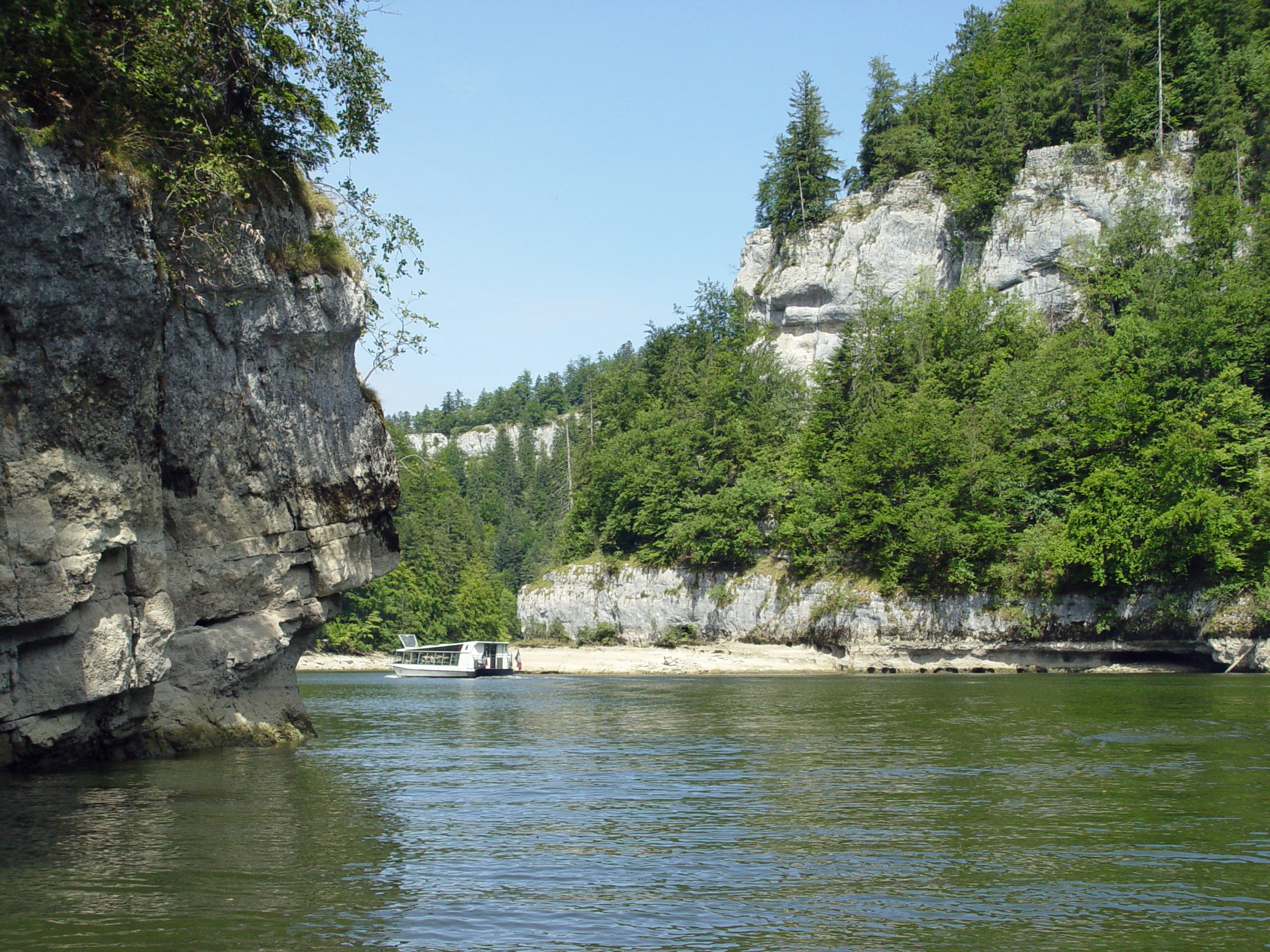
Der Lac des Brenets bei mittlerem Wasserstand

| Name              | Lage          | ⊙                                          | Bild |
| ----------------- | ------------- | ------------------------------------------ | ---- |
| Saut-du-Doubs     | Saut du Doubs | ,                                          |      |
| Les Brenets (Lac) | Les Brenets   | !506.6976835547.0685535 47.068553 6.697683 | BW   |